# Branża
Branża (z fr. branche – gałąź, dziedzina) – najmniejsza jednostka klasyfikacji gospodarczej.
Według Słownika języka polskiego PWN jest to gałąź gospodarki (handlu lub produkcji), która obejmuje usługi lub produkowane towary jednego rodzaju.